# Wechselsee
Der Wechselsee liegt westlich von Biebesheim am Rhein.

## Entstehung und Lage
Der Wechselsee bei Biebesheim am Rhein entstand infolge eines Kiesabbaus. Er liegt zwischen landwirtschaftlichen Flächen und sportfischereilich genutzten Kiesgruben.

## Fauna & Flora

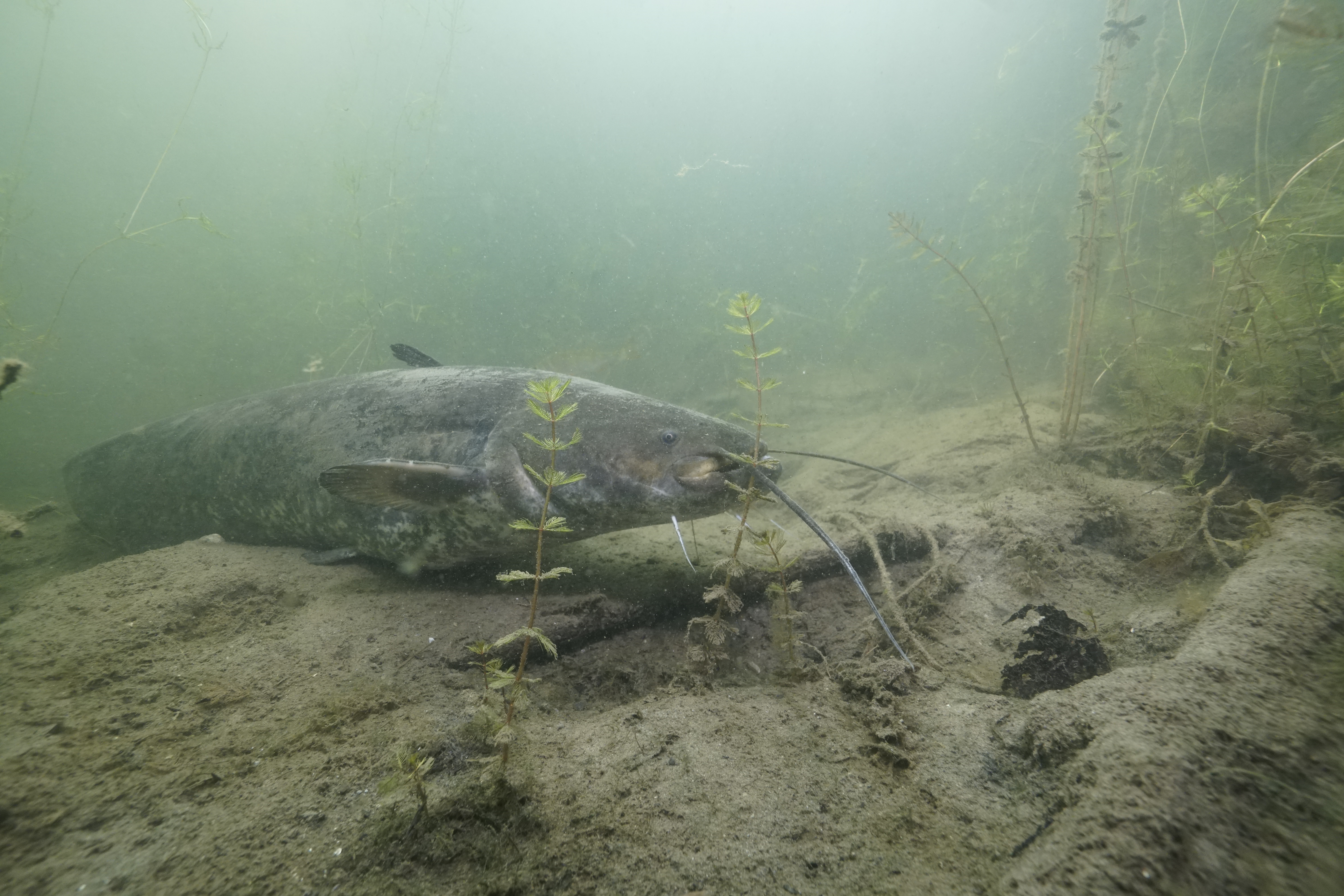
Wels im Wechselsee

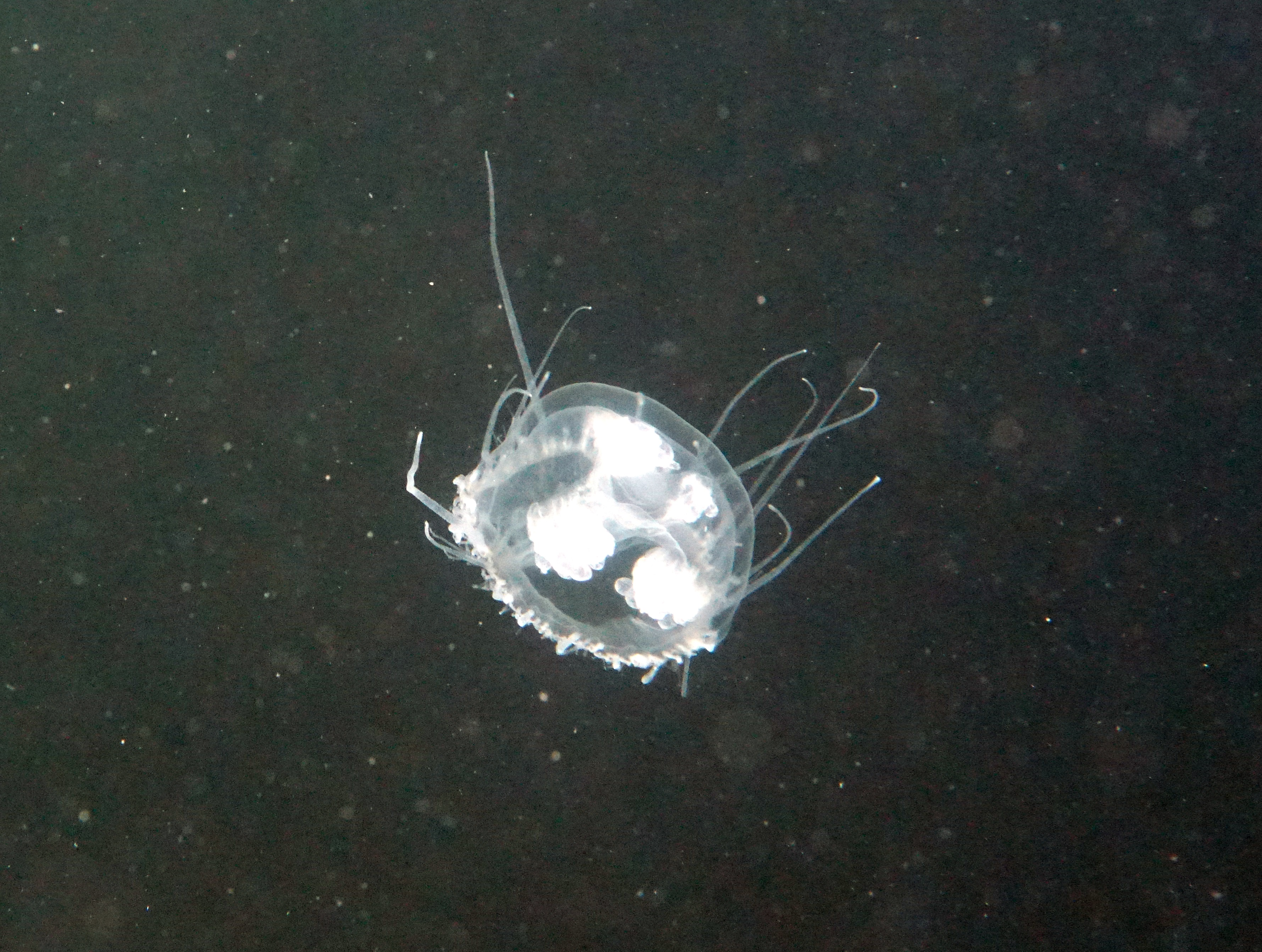
Süßwasserqualle im Wechselsee

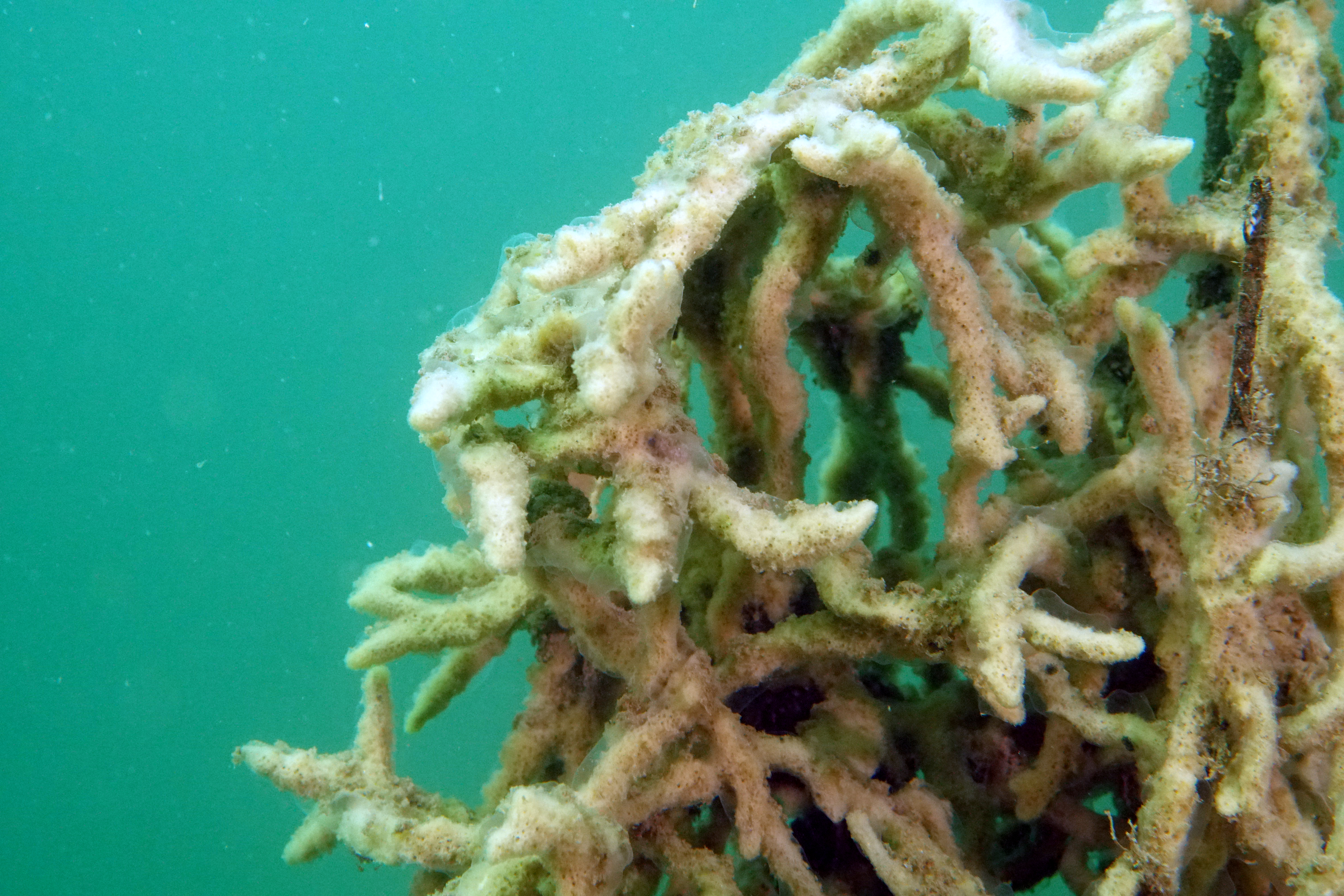
Süßwasserschwamm im Wechselsee

Im Wechselsee wurde früher eine vielfältige Unterwasservegetation mit bis zu 8 Characeen-Arten nachgewiesen. Der Fischbestand besteht u. a. aus Karpfen, Schwarzmund-Grundel, Barsch, Gemeinem Sonnenbarsch, Zander, Hecht, Aal und Wels. Es kommen Süßwasserquallen, Süßwasserschwämme und Schwebegarnelen vor.

## Freizeitnutzung
Der Wechselsee ist ein nicht-öffentliches Gewässer. Am Wechselsee besteht laut Beschilderung ein Badeverbot. Unbekannt ist die für Badende bedeutende bakteriologische/hygienische Belastung, hier könnte durch die nicht geringe Zahl an
Wasservögeln besonders eine Belastung durch Enterokokken gegeben sein. Er wird von drei ansässigen Tauchvereinen für das Sporttauchen und von einem Angelverein sportfischereilich genutzt.